# Bunderhammrich
Bunderhammrich ist ein Dorf in Ostfriesland. Politisch gehört es zur Gemeinde Bunde. Bunderhammrich liegt im Rheiderland, einer der vier historischen Landschaften des Landkreises Leer.

## Lage
Bunderhammrich ist eine Reihensiedlung. Sie wurde auf einem Schlafdeich angelegt, der zum Schutz von Marienchor errichtet wurde. Der Ort liegt auf einer mittleren Höhe von 2,4 Metern über Normalnull. Bedingt durch die Lage auf dem ehemaligen Deich befindet sich östlich des Dorfes Altmarsch, westlich hingegen das erst ab 1751 dem Dollart wieder abgerungene Gebiete von Landschaftspolder.

## Geschichte
Frühester Beweis für die Anwesenheit von Menschen in Bunderhammrich sind Tonscherben, die auf die Römische Kaiserzeit und das Mittelalter datiert werden. Das Gebiet des heutigen Dollarts und der dem Meer wieder abgerungenen Gebiete ist altes Siedlungsland, das noch im späten Mittelalter dicht besiedelt war. Die Bucht ist, ähnlich wie der Jadebusen, das Ergebnis von Meereseinbrüchen im späten Mittelalter, die die ursprüngliche Moorlandschaft weitgehend ausgeräumt haben. Durch die Entstehung des Dollart und durch Einbrüche des Emsufers sind mindestens 20 Kirchspiele und 10 bis 15 weitere Dörfer sowie drei Klöster untergegangen. Der östliche Dollartbusen bildete sich in der ersten Hälfte des 15. Jahrhunderts. Bereits 1454 hatte man einen Notdeich vom festen Emsufer quer durch das Moorgebiet bis zur hohen Geest bei Finsterwolde gebaut, der das Oldambt schützen sollte. Der westliche Busen, auf dessen Gebiet Bunderhammrich liegt, ist vermutlich erst ab den 1460er Jahren entstanden. Weite Teile dieses Gebiets waren noch weitgehend vom Meer unberührt, als 1509 die Zweite Cosmas- und Damianflut und dann die Antoniflut 1511 weit ins Innere vordrangen. Im Bereich von Bunderhammrich wurde daraufhin bereits ab 1509 ein Deich Schutz von Marienchor errichtet. Nachdem die Küstenlinie durch weitere Eindeichungen verschoben wurde, begann die Besiedelung des nun nicht mehr benötigten Deiches in Bunderhammrich. Die weiten Flächen um den Ort wurden dabei entweder in Aufstreckrecht oder in Erbpacht vergeben. Daneben siedelten sich in dem Ort viele Landarbeiter an. Im Jahre 1719 gab es neben 24 Herden 27 Haushaltungen von Landarbeitern. Politisch wurden die Bewohner bis in das 19. Jahrhundert von einem Schüttmeister vertreten, der von den Stimmberechtigten im Ort gewählt wurde.
Nach der Schlacht bei Jena und Auerstedt 1806 wurde Ostfriesland in das Königreich Holland und damit in den französischen Machtbereich eingegliedert. Diese Annexion wurde 1807 von Preußen im Frieden von Tilsit anerkannt. Unter der Herrschaft der Niederlande fand 1807 eine Verwaltungsneugliederung statt und Bunderhammrich der Commune Landschapspolder angegliedert, der auch Landschaftspolder, Heinitzpolder, Böhmerwold und St. Georgiwold angehörten. Damit bildete diese Commune einen Vorläufer der späteren Gemeinde Dollart. Nach der Niederlage Napoleons wurden die alten Verwaltungsstrukturen wiederhergestellt und die einzelnen Gemeinden der Commune Landschapspolder wieder selbstständig. Unter Hannoverscher Herrschaft war Bunderhammrich Teil des Amtes Weener, nach der Annexion des Königreichs Hannover durch Preußen im Jahre 1866 ab 1885 eine Kommune im Landkreis Weener, der 1932 im Landkreis Leer aufging.
Am 1. Januar 1973 wurde Bunderhammrich in die neue Gemeinde Dollart eingegliedert. Diese wurde am 1. November 2011 der Gemeinde Bunde zugeordnet.

### Entwicklung des Ortsnamens
Der Ort wird im Jahre 1573 als nye Hammerick, 1645 als Niehamrich, 1787 als der neue Hamrich erwähnt. Seit dem Jahre 1818 ist die heutige Bezeichnung Bunderhammrich geläufig.

### Einwohnerentwicklung
Durch die abseitige Lage des Ortes und durch den Verlust der Bedeutung der Landarbeiter stagnierte die Bevölkerungsentwicklung im 19. und 20. Jahrhundert. Nach dem Zweiten Weltkrieg lag der Anteil von Flüchtlingen und Vertriebenen aus den Ostgebieten des Deutschen Reiches an der Ortsbevölkerung mit 20,5 Prozent nur wenig über dem ostfriesischen Durchschnitt. Bis 1950 nahm ihr Anteil auf 15,1 Prozent ab.
| Jahr | Einwohnerzahl |
| ---- | ------------- |
| 1848 | 632           |
| 1871 | 647           |
| 1885 | 653           |
| 1905 | 722           |
| 1925 | 718           |
| 1933 | 694           |
| 1939 | 614           |
| 1946 | 510           |
| 1950 | 687           |
| 1956 | 590           |
| 1961 | 639           |
| 1970 | 653           |